# Christine Hamill
Pour les articles homonymes, voir Hamill.
Christine Mary Hamill (24 juillet 1923 - 24 mars 1956) est une mathématicienne britannique spécialisée dans la théorie des groupes et la géométrie finie.

## Biographie
Christine Hamill est l'une des quatre enfants du médecin et universitaire Philip Hamill et de son épouse, Louisa Maude Zehetmayr. Elle fréquente la St Paul's Girls' School et la Perse School for Girls. Elle obtient une bourse en 1942 pour le Newnham College, de Cambridge. Elle est wrangler en 1945.
Elle obtient une bourse d'enseignement et de recherche au Newnham College en 1948, puis soutient en 1951 sa thèse de doctorat intitulée The Finite Primitive Collineation Groups that contains Homologies of Period Two, sur les propriétés de la théorie des groupes des collinéations, transformations géométriques préservant les lignes droites, à l'université de Cambridge, sous la direction de John Arthur Todd.
Christine Hamill est nommée maître de conférences à l'université de Sheffield, puis en 1954, elle est nommée chargée de cours à l'université d'Ibadan, au Nigeria. Elle y meurt de la poliomyélite en 1956, quatre mois avant son mariage,.